# Pute (rivière)
Pour les articles homonymes, voir Pute (homonymie).
La Pute (prononcer « pouté ») est une rivière du sud de l'île indonésienne de Sulawesi. Elle traverse le site karstique de Rammang-Rammang.